# 프랙시스캐피탈파트너스
프랙시스캐피탈파트너스 주식회사(영어: Praxis Capital Partners)는 대한한국의 사모펀드이다.

## 투자 기업
- 두산로보틱스
- D&D파마텍
- 비즈니스온커뮤니케이션
- 시프티